# American Wedding
American Wedding, in sommige landen bekend als American Pie: The Wedding, is een Amerikaanse komediefilm uit 2003. Het is na American Pie en American Pie 2 het derde deel uit de filmreeks. Later komt er nog één vervolg met alle originele acteurs, namelijk American Pie: Reunion. Vanaf American Pie Presents: Band Camp komen enkel verschillende bijrollen terug, waardoor delen vier en verder ook worden beschouwd als spin-offs.

## Verhaal
Jim Levenstein (Jason Biggs) vraagt Michelle Flaherty (Alyson Hannigan) ten huwelijk en zij zegt ja. De families van beiden komen hierop samen om de aanstaande bruiloft voor te bereiden. Terwijl Jim er alles aan doet om een goede indruk te maken op Michelles ouders Mary (Deborah Rush) en Harold (Fred Willard), doen Paul Finch (Eddie Kaye Thomas) en Steve Stifler (Seann William Scott) hun best om indruk te maken op Michelles jongere zus Cadence (January Jones).
Het regelen van de bruiloft blijkt niet zomaar gedaan. De jongens reizen onder meer af naar Chicago voor een trouwjurk voor Michelle. Daar gaan ze op zoek naar een ontwerper die goed staat aangeschreven, alleen gaat hij niet gauw overstag. Pas nadat Stifler in een plaatselijk gayclub de voetjes van de vloer gooit raakt de ontwerper onder de indruk en maakt hij de jurk alsnog. Ook Jims vrijgezellenfeest loopt uit op een fiasco. Zijn vrienden huren een paar dames van een escortservice in, maar als de show bezig is, komen zijn aanstaande schoonouders op bezoek.

## Rolverdeling
- Jason Biggs: Jim Levenstein
- Alyson Hannigan: Michelle Flaherty
- Eugene Levy: Mr. Levenstein
- Seann William Scott: Steve Stifler
- Eddie Kaye Thomas: Paul Finch
- Thomas Ian Nicholas: Kevin Myers
- January Jones: Cadence Flaherty
- Fred Willard: Harold Flaherty
- Molly Cheek: Mrs. Levenstein
- Jennifer Coolidge: Jeanine Stifler (Stiflers moeder)